# The Mimic
The Mimic (Hangeul: 장산범, tr. Jangsanbeom) es una película surcoreana de terror-suspenso escrita y dirigida por Huh Jung, y protagonizada por Yum Jung-ah y Park Hyuk-kwon. Fue estrenada el 17 de agosto de 2017.

## Reparto

### Principal
- Yum Jung-ah como Hee-yeon.
- Park Hyuk-kwon como Min-ho.

### Secundarios
- Heo Jin como Soon-ja.
- Shin Rin-ah como Chica.
- Bang Yu-seol como Joon-hee.
- Lee Jun-hyeok como Hombre Adulto.
- Gil Hae-yeon como Kim Moo-nyeo.
- Lee Yool como Detective Kim.
- Lee Ju-won como Jeong-soo.
- Park Soo-young como Min-ji.[4]
- Noh Susanna como Contable Min.
- Jung Ji-hoon como Joon-seo.
- Lee Chae-eun como Hyo-jeong.
- Hwang Jae-won como Hyo-min.
- Jang Liu como Ji-hye.
- Jeon Hyeon-ah como Director Kim.
- Lee Ja-ryeong como Mujer.
- Lee Dal como Oficial de Policía.
- Joo Ji-hoon como Shabby.
- Lee Sang-ok como Terapeuta de Música.
- Lee Seong-bae como Veterinario.

### Apariciones especiales
- Im Jong-yun como Detective Park.
- Lee Jang-won como Tigre de Jangsan (voz).
- Jung Joon-won como Hermano mayor de Soon-ja (como).
- Kim Su-an as Hermana mayor de Soon-ja (voz).
- Jo Hyeon-im como Madre de la Chica (voz).

## Producción
La historia está inspirada en la leyenda urbana surcoreana del Tigre de Jangsan, una criatura devoradora de hombres que vaga por Jangsan, una montaña en la ciudad de Busan. Se rumorea que tiene dientes afilados y pelo blanco y se mueve rápidamente a través de las montañas y atrae a las personas haciendo un sonido que recuerda al gemido de una mujer.

## Estreno
The Mimic fue estrenada en Corea del Sur el 17 de agosto de 2017.